# Jörg Bewersdorff
Jörg Bewersdorff (né le 1er février 1958 à Neuwied) est un mathématicien allemand spécialisé en game design.

## Biographie
Après avoir terminé son Abitur au Werner-Heisenberg-Gymnasium de Neuwied, Bewersdorff étudie les mathématiques à l'université rhénane Frédéric-Guillaume de Bonn de 1975 à 1982. En 1982, il est diplômé en mathématiques, puis obtient son doctorat à la même université en 1985, sous la supervision de Günter Harder (en). Le titre de sa thèse est A Lefschetz fixed point formula for Hecke operators.
En 1985, il commence sa carrière de game designer. Depuis 1998, il est directeur général d'une filiale de Gauselmann AG,,.

## Publications
Bewersdorff est l'auteur de quatre manuels scolaires de premier cycle universitaire traitant de la théorie des probabilités, des mathématiques des jeux de hasard, de la théorie des jeux, de la théorie des jeux combinatoires, de la théorie de Galois, de statistique mathématique, de JavaScript et de la programmation orientée objet. Deux d'entre eux ont été traduits en anglais,.
- (de) Jörg Bewersdorff, Glück, Logik und Bluff : Mathematik im Spiel : Methoden, Ergebnisse und Grenzen (ISBN 978-3-8348-1923-9, DOI 10.1007/978-3-8348-2319-9).
- (de) Jörg Bewersdorff, Algebra für Einsteiger : von der Gleichungsauflösung zur Galoistheorie, 2009, 203 p. (ISBN 978-3-8348-0776-2 et 3-8348-0776-1, DOI 10.1007/978-3-8348-9326-0, lire en ligne).
- (de) Jörg Bewersdorff, Statistik – wie und warum sie funktioniert. Ein mathematisches Lesebuch (ISBN 978-3-8348-1753-2, DOI 10.1007/978-3-8348-8264-6).
- (de) Jörg Bewersdorff, Objektorientierte Programmierung mit JavaScript : Direktstart für Einsteiger (ISBN 978-3-658-05443-4, DOI 10.1007/978-3-658-05444-1).